# Éditions de la Loupe
 (janvier 2013).
Si vous disposez d'ouvrages ou d'articles de référence ou si vous connaissez des sites web de qualité traitant du thème abordé ici, merci de compléter l'article en donnant les références utiles à sa vérifiabilité et en les liant à la section « Notes et références ».
Les Éditions de la Loupe sont une maison d'édition française en littérature générale fondée en 2002 par Alban du Cosquer, qui réédite en grands caractères (corps 17, 18 et 19) des livres sélectionnés dans l'actualité littéraire.
L'édition en grands caractères est destinée aux malvoyants mais aussi aux personnes âgées ou encore à toute personne trouvant la lecture d'un texte imprimé dans une taille plus grosse plus agréable et confortable.
Le catalogue compte plus de 500 titres. Tous les genres littéraires sont abordés: romans, biographies policiers, histoire, essais, etc.

## Collections
- Romans
- Histoire
- Biographies
- Policiers/Détectives
- Témoignages & Documents
- Terroir
- Détente/Vie pratique